# 杨洁 (篮球运动员)
杨洁（1934年—），祖籍江苏苏州，出生于上海，中国女子篮球运动员，谢晋电影《女篮5号》中林洁和林小洁母女的人物原型。1999年被评为新中国篮球50杰。她的姐姐是香港电影女星夏梦（原名杨濛）。，其孙为新疆广汇飞虎篮球俱乐部球员齐麟